# Maurice Keller
Ne doit pas être confondu avec Maurice Zeller.
Pour les articles homonymes, voir Keller.
Maurice Édouard Keller (10 septembre 1905–28 janvier 1945) est un Résistant et un officier de gendarmerie français. D'abord officier de réserve, puis militaire d'active, puis officier d'active, le capitaine Maurice Keller, commandant de compagnie de la Gendarmerie nationale de Saint-Girons, s'engage, dès le début du Régime de Vichy, dans la Résistance. Arrêté le 10 juin 1944, il meurt en déportation le 28 janvier 1945.

## Biographie
Né en 1905 en Alsace à Epfig, alors dans l'Empire allemand, sous les prénoms de Moritz Edward, il est le fils de Joseph Édouard Keller et de Marie Bronner. Il est le deuxième enfant d'une fratrie de huit. 
Il effectue son service militaire dans les troupes d'Afrique. Il en sort lieutenant de réserve en 1934 et intègre la gendarmerie en 1937 en tant que maréchal des logis chef. Il entre à l'EOGN, alors à Versailles. 
Il épouse Madeleine Blampain le 6 septembre 1938 à la mairie du 16e arrondissement de Paris. Le couple a plusieurs enfants. 
Sous-lieutenant puis lieutenant en 1939, il occupe ses premiers postes à Saint-Amand-Montrond en 1940 puis à Lapalisse en 1941. En janvier 1942, il participe avec un étudiant en médecine, Claude Schaller, à la recherche de réfractaires alsaciens blessés lors du franchissement illégal de la frontière entre l'Espagne et la France. 
Le 10 novembre 1942, il prend le commandement de la section de gendarmerie de Saint-Girons, ville d'Ariège proche de la frontière espagnole. Peu après son arrivée, Maurice Keller s'engage dans une organisation clandestine, le service "évasion" dirigé par Pierre Delnom Dedieu. Il assure la sécurité des convois des évadés vers la frontière espagnole. Il aide efficacement les responsables chargés de mettre en place les premiers maquis et parvient à détourner les enquêtes officielles menées à l'encontre des milieux résistants.
Il est également en liaison avec Maurice Gardelle, chef militaire de l'arrondissement de Saint-Girons pour le compte des Mouvements unis de la Résistance (MUR). Grâce à sa connaissance de l'allemand, il lui fournit des renseignements précieux. Il défend le gendarme Durand accusé par les Allemands d'avoir laissé échapper trois réfractaires. En février 1944, il obtient la libération de deux chefs de la Résistance locale, Maurice Gardelle et Pierre Lacroix, chef du secteur de Castillon-en-Couserans. Il réconforte en prison un jeune résistant d'origine russe arrêté par des gendarmes hostiles aux maquis. Après le Débarquement de Normandie le 6 juin 1944, il donne son approbation aux gendarmes, volontaires pour rejoindre le maquis.
Les autorités allemandes et les collaborateurs français le soupçonnent. Arrêté dans la nuit du 10 juin 1944 par la Gestapo, il est interné à la prison Saint-Michel à Toulouse et déporté le 31 juillet 1944 au camp de concentration de Buchenwald en Allemagne. Affecté au Kommando annexe de Langenstein, il est astreint à un dur travail de terrassement avec notamment le creusement de galeries pour une usine d'aviation souterraine Junkers . Il meurt en déportation le 28 janvier 1945 à Langenstein, annexe de Buchenwald. Ses cendres reposent au cimetière allemand de Quedlinburg.

## Hommages
- Promotion au grade de capitaine à titre posthume.
- Une stèle mentionnant le capitaine Keller est située devant la gendarmerie de Saint-Girons[3],[1], [7].
- Le 27 juin 2025, la 131e promotion d'officiers de l'Académie militaire de la Gendarmerie nationale reçoit le nom de baptême : "Capitaine Maurice Keller"[8].

## Décorations
- Chevalier de la Légion d'honneur, cité à l'ordre de la division.
- Médaille de la Résistance française à titre posthume (décret du 24 avril 1946)[9].
- Croix de guerre 1939–1945 avec étoile d'argent[10],[11],[12].